# Hotel Royal, Göteborg

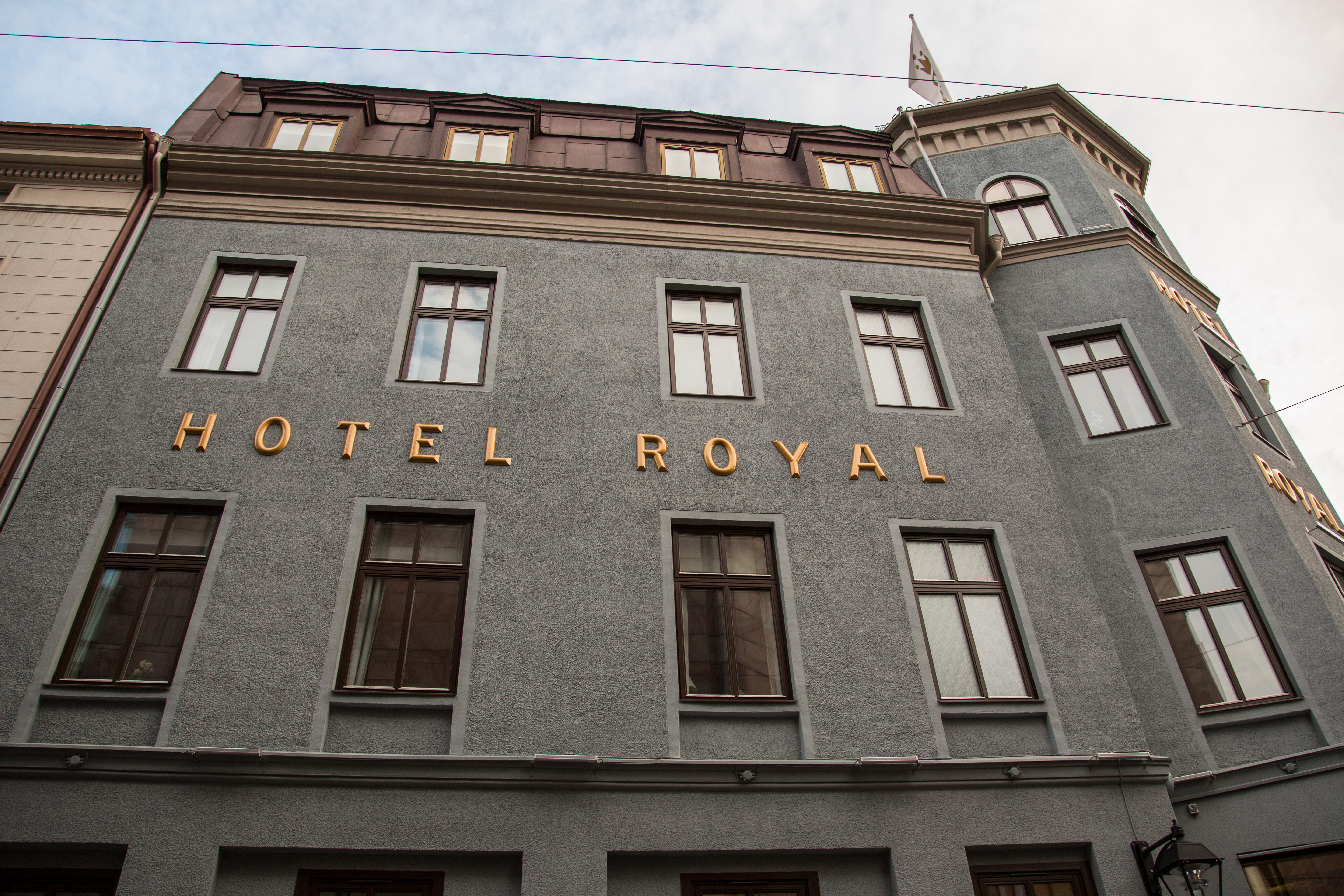
Hotel Royal.

Hotel Royal, är Göteborgs äldsta hotell, beläget vid hörnet av Drottninggatan 67/Östra Larmgatan 8/Lilla Drottninggatan 2 i centrala Göteborg. Hotellet hette ursprungligen Sundbecks Nya Hotel för Resande, och startade sin verksamhet 1854 med 25 rum.

## Historia
Snickaremästare Carl Alfred Sundbeck förvärvade 1849 tomten 7:e kvarteret nr 23 och lät under 1850 uppföra byggnaden med gatuadress Östra Larmgatan 8. År 1850 ingick han äktenskap med Flora Svensson, änka efter Gustav Svensson, som varit traktör och ägare till Hotell Göta Källare. Sundbeck inköpte, sannolikt vid dödsboets auktion 1851, tomten 7:e kvarteret nr 12, med gatuadress Drottninggatan 67, som gränsade till tomt nr 23. På tomt nr 12 lät Sundbeck därefter bygga det hus, som tillsammans med nr 23, i slutet av 1853 annonserades som ett under inredning varande nytt hotell. Enligt uppgift uppfördes husen av byggmästare P.J. Rapp. Hela kvarteret "Vallen" är för övrigt byggt på resterna av bastionen Carolus Rex (Nonus, dvs IX). En del av en tidigare befästningsmur bildar stöd för hotellets trappa mot gatan.
1 april 1854 öppnades hotellet under namnet Sundbecks Nya Hotel för Resande. I början av februari 1858 ändrades hotellets namn till Hotel Royal. Hotellet övertogs i oktober 1859 av föreståndaren för stadens kurhus Carl Gustaf Granberg, som hade ägt fastigheten sedan 1857.
År 1876 sålde Granberg sitt hotell till Johan A. Holmdahl. År 1918 inköptes hotellet av Olof Möller som 1899-1910 varit Lorensbergs källarmästare. Möller moderniserade hotellet genom att installera centralvärme och inredde är 1922 vindsvåningen till resanderum. 
År 1928 inköptes Hotel Royal av Nils Olsson, som tidigare drivit Hotel Neptun vid Magasinsgatan (som hade ägts av hans far i många år). Olsson lät dra in varmt och kallt vatten till alla rum vilket var en lyx vid denna tid. Han arrenderade ut hotellet till Börje Svenson som drev detta fram till 1936.
År 1940 övertogs Hotel Royal, och något senare även fastigheten, av Emil Palm och dennes hustru Maria (Mia) född Rydin. De kom från Hotel Continental vid Nils Ericsonsgatan 19 där Maria varit hotellförestånderska sedan omkring 1920. Efter makens död 1965 drev Maria Palm hotellet vidare till sin bortgång 1979. År 1980 övertogs hotellet av familjen Erling Oddestad. Nuvarande ägare är Markus Oddestad.

## Priser och utmärkelser (urval)
- 2011 – Kulturpriset – Kulturminnesföreningen Otterhällan, Göteborg.[14]